# Carcinactis dolosa
Carcinactis dolosa is een zeeanemonensoort uit de familie Sagartiidae.
Carcinactis dolosa is voor het eerst wetenschappelijk beschreven door Riemann-Zurneck in 1975.